# لودفيغسبورغ

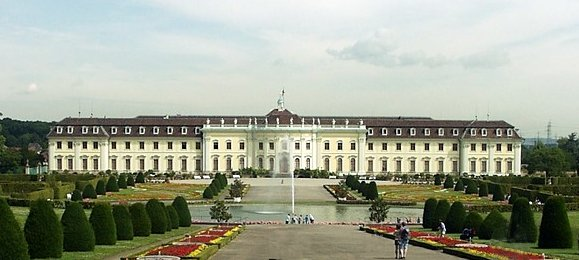
منظر من قصر لودفيغسبورغ.

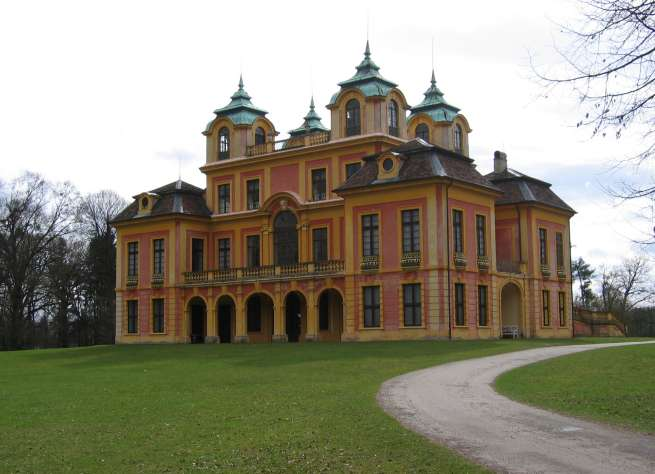

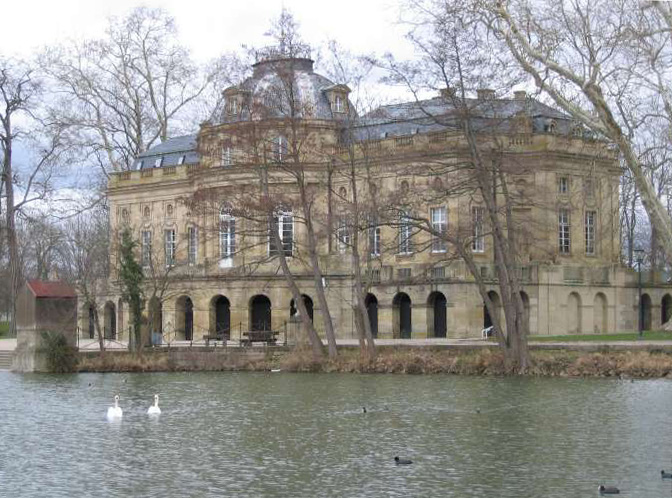
قلعة مونربوس

لودفيغسبورغ. (بالألمانية: Ludwigsburg), هي مدينة في ولاية بادن فورتمبيرغ ألمانيا. على بعد حوالى 12 كيلومترا (7.5 ميلا) إلى الشمال من وسط مدينة شتوتغارت، بالقرب من نهر نيكار. ويقطن المدينة حوالي 87000 نسمة. تنتمي المدينة إلى منطقة شتوتغارت في المنطقة الإدارية (Regierungsbezirk) من شتوتغارت.

## التاريخ
وقع الاستيطان الأول لأرض مدينة لودفيغسبورغ الحالية في العصر الحجري الحديث. وكانت شلوسليسفيلد معمورة بين 5700 – 3300 قبل الميلاد، ضمن هذه المدينة.
وقد أثبتت اكتشافات اثرية أخرى استيطان قبائل كلتية لهذه الأرض. كما استوطنها الرومان من القرن الأول إلى سنة 260 وبعد ذلك افتتحها الألامان.

## قطاع الأعمال والصناعة
خط راينلاند، وهو الكيبل الأقدم في العالم الذي يمد الكهرباء بين الشمال والجنوب، يقع في ألمانيا. ويضم محطة تحويل ضخمة في لودفيغسبورغ، بنيت في عام 1926. وما زالت موجودة حتى الآن. في 5 أكتوبر 1957، مر حوالي 380 كيلو فولت عبر الخط في ألمانيا، بين محطة التحويل في لودفيغسبورغ وذهبت إلى Rommerskirchen.

### الأعمال التجارية المحلية
- GdF Wüstenrot - جمعية البناء والقروض
- Beru AG -مورد سيارات
- Getrag GmbH -مورد سيارات
- Mann+Hummel -الشركة المنتجة لتقنيات السيارات
- Kreissparkasse Ludwigsburg -بنك
- Volksbank Ludwigsburg -بنك

## حكومة المدينة
يتكون المجلس البلدي من 40 عضوا، وجرت الانتخابات الأخيرة في يونيو 2009. وكانت نسبة المشاركة فيها 45.35%., كانت نتائج الانتخابات كالتالي:
| الحزب                               | المقاعد | %      |
| ----------------------------------- | ------- | ------ |
| الاتحاد الديمقراطي المسيحي          | 10      | 24.80% |
| الحزب الديمقراطي الاجتماعي الألماني | 8       | 18.73% |
| الناخبين الأحرار                    | 7       | 17.82% |
| حزب الخضر الألماني                  | 7       | 17.48% |
| الحزب الديمقراطي الحر               | 4       | 9.79%  |
| LUBU                                | 2       | 5.32%  |
| الحزب اليساري                       | 1       | 3.66%  |
| الجمهوريون (ألمانيا)                | 1       | 2.41%  |

## شعار النبالة

شعار لودفيغسبورغ

- شعار النبالة باللون الأزرق بالسارية الحمراء مع الراية الذهبية الموجود عليها النسر الأسود ذو المخلب والمنقار الأحمر.
- راية المدينة تجمع بين اللونيين الأسود والأصفر قدمت عام 1750.

## الرياضة
لدى لودفيغسبورغ ستة فرق تلعب في دوري المحترفين، وهم على النحو التالي:
- فريق (EnBW Ludwigsburg), كرة السلة.
- هناك فريقيين للرقص هما الأول فريق (Tanzclub Ludwigsburg), والثاني (TSC Ludwigsburg).
- فريق Ludwigsburg 1912 e. V, للهوكي
- فريق riflery, للهوكي.

بالإضافة إلى ان هناك العديد من نوادي الهواة لممارسة الرياضات المختلفة.

## النمو السكاني
| السنة            | السكان |
| ---------------- | ------ |
| 1718             | 600    |
| 1726             | 2,442  |
| 1774             | 11,607 |
| 1803             | 5,248  |
| 3 ديسمبر، 1843 ¹ | 10,726 |
| 1 ديسمبر، 1871 ¹ | 11,785 |
| 1 ديسمبر، 1875 ¹ | 13,800 |
| 1 ديسمبر، 1880 ¹ | 14,700 |
| 1 ديسمبر، 1885 ¹ | 16,187 |
| 1 ديسمبر، 1890 ¹ | 17,418 |
| 2 ديسمبر، 1895 ¹ | 19,311 |
| 1 ديسمبر، 1900 ¹ | 19,436 |

| السنة             | السكان |
| ----------------- | ------ |
| 1 ديسمبر، 1905 ¹  | 22,585 |
| 1 ديسمبر، 1910 ¹  | 24,926 |
| 1 ديسمبر، 1916 ¹  | 19,377 |
| 5 ديسمبر، 1917 ¹  | 19,206 |
| 8 أكتوبر، 1919 ¹  | 23,303 |
| 16 يونيو، 1925 ¹  | 28,861 |
| 16 يونيو، 1933 ¹  | 34,135 |
| 17 مايو، 1939 ¹   | 43,505 |
| 31 ديسمبر، 1945   | 38,804 |
| 29 أكتوبر، 1946 ¹ | 49,635 |
| 13 ستمبر، 1950 ¹  | 58,489 |
| 25 ستمبر، 1956 ¹  | 69,535 |

| السنة           | السكان |
| --------------- | ------ |
| 6 يونيو، 1961 ¹ | 73,512 |
| 31 ديسمبر، 1965 | 76,555 |
| May 27, 1970 ¹  | 78,019 |
| 31 ديسمبر، 1975 | 83,622 |
| 31 ديسمبر، 1980 | 81,589 |
| 31 ديسمبر، 1985 | 76,973 |
| 25 مايو، 1987 ¹ | 78,884 |
| 31 ديسمبر، 1990 | 82,343 |
| 31 ديسمبر، 1995 | 86,810 |
| 31 ديسمبر، 2000 | 86,897 |
| 31 ديسمبر، 2005 | 87,673 |
| June 30, 2006   | 87,295 |

¹ تعداد السكان

### اشخاص ولدوا في لودفيغسبورغ
- تشارلز فايزر (1824-1906)، كيميائي، (صيدلي) ومؤسس شركة فايزر
- فيلهلم جرونر (1867-1939)، جندي وسياسي
- سيزر هوفاكير فون، (1896-1944)، جندي، وعضو في المقاومة النازية، شنق بتهمة الخيانة.
- ادوارد فون كالي (1818-1888)، رسام وعالم اثار.
- ريتشارد كالي (1854-1933)، رقس في فيورباخ، شتوتغارت.
- يوستينوس كيرنر (1786-1862)، كاتب، طبيب أو حكيم.
- موريكن ادوارد (1804-1874)، شاعر ولاهوتي.
- كارل لودفيغ فون (1757-1826)، جنرال (لواء).
- كريستيان فريدريش دانيال (1739-1791)، شعر.
- توني شوماخر (1848-1931)، مؤلف كتب الأطفال.
- دافيد فريدريش شتراوس (1808-1874)، اللاهوتي وكاتب.
- ألبرت Veiel (1806-1874)، طبيب أمراض جلدية.
- تيودور فريدريش فيشر (1807-1887)، لاهوتي، أستاذ، والسياسي.
- راينهارد فون يرنك (1757-1842)، جندي.